# You Really Got Me
You Really Got Me è un brano musicale del gruppo rock britannico The Kinks, scritto dal leader della band Ray Davies ed incluso nell'album Kinks (1964).
Pubblicata come terzo singolo del gruppo nel gennaio del 1965, raggiunse il primo posto delle classifiche inglesi il mese dopo per rimanerci due settimane. Costruita sul powerchord, non solo fu la hit di svolta per la band ma diventò anche un brano simbolo della British invasion.
You Really Got Me influenzerà pesantemente i musicisti rock contemporanei, in particolare quelli punk rock. Questo infatti venne riconosciuto come uno dei primi prototipi di brano hard rock e punk rock.

## Il brano
La canzone fu registrata in diversi stili nell'estate 1964, prima di raggiungere il sound ideale. Il gruppo era sotto una tremenda pressione da parte della casa discografica Pye che gli richiedeva una hit, visto il fallimento dei due precedenti singoli. Ray Davies infatti insistette molto con il management e con l'etichetta per ottenere tempo e soldi necessari a sviluppare il sound e lo stile della canzone.

### Composizione e registrazione
Dave Davies si era stancato del tradizionale stile chitarristico "pulito" dell'epoca; e si mise in cerca di un sound più potente e aggressivo, che accidentalmente trovò forando il suo amplificatore marca Elpico (soprannominato "little green amp"): «Iniziai a sentirmi veramente frustrato dal suono del mio amplificatore, e dissi: so cosa fare! Ti buco! Presi una lametta Gillette e tagliai... [dal centro verso l'alto] l'amplificatore... quindi era tutto tagliato ma ancora funzionante, ancora intatto. Provai a suonare e il suono che ne uscì mi sembrò fantastico!». Il particolare sound dell'amplificatore forato venne replicato in studio di registrazione; l'Elpico venne sostituito con un grosso Vox AC30, e il risultato fu un effetto potente e distorto che divenne il marchio di fabbrica dei primi Kinks.
Secondo quanto riportato da Ray Davies, il caratteristico riff della canzone uscì fuori mentre il gruppo stava lavorando sulla sequenza di accordi di Louie Louie dei The Kingsmen. Anche se nel 1998, egli disse: «Scrissi You Really Got Me come omaggio a tutti quei grandi musicisti blues che amavo: Leadbelly e Big Bill Broonzy». Suo fratello Dave Davies, tuttavia, riferì che la traccia era stata ispirata dall'ascolto di The Train and the River di Jimmy Giuffre.
L'uso di riff distorti di chitarra elettrica da parte dei Kinks proseguì in brani come All Day and All of the Night, Tired of Waiting for You, Till the End of the Day, e Set Me Free, tra gli altri. Pete Townshend degli Who affermò che il loro primo singolo, I Can't Explain, aveva intenzionalmente un suono "alla Kinks prima maniera".

## Controversie
L'assolo di chitarra presente in You Really Got Me è da sempre fonte di una delle più controverse e persistenti leggende metropolitane della storia del rock. Si è spesso affermato che non sia stato Dave Davies a suonarlo, ma l'allora giovane session man Jimmy Page, che in seguito si sarebbe unito prima agli The Yardbirds e poi ai Led Zeppelin. Tra quelli che riferirono fosse stato Page a suonare nella canzone, ci fu Jon Lord dei Deep Purple che inoltre disse di aver suonato il pianoforte sulla traccia. Page ha sempre negato di aver suonato l'assolo nella canzone, spingendosi addirittura ad affermare in un'intervista degli anni settanta data alla rivista Sound on Sound quanto segue: «Non suonai mai in You Really Got Me, e fu proprio questo a far incazzare Ray Davies».
Shel Talmy, produttore della traccia, dichiarò nel corso di un'intervista concessa al blog Finding Zoso: «Voglio dire, Jimmy Page non suonò l'assolo in You Really Got Me, l'ho ripetuto cinquemila volte ma la gente continua a crederci. La ragione per cui usavo Jimmy nelle registrazioni dei Kinks era perché Ray non voleva suonare la chitarra e cantare allo stesso tempo. Infatti, Jimmy suonava la chitarra ritmica». Successivamente, Talmy ribadì il concetto nel corso di un'intervista al The Guardian: «Contrariamente alla leggenda, Jimmy non suonò in You Really Got Me».

## Tracce
Pye 7N 15673 UK
1. You Really Got Me
2. It's All Right

## Riconoscimenti
Nel 1999, You Really Got Me è stata introdotta nella Grammy Hall of Fame. La rivista Rolling Stone inserì la canzone alla posizione numero 82 nella lista delle 500 migliori canzoni di sempre da loro redatta, e alla quarta nella lista delle "100 Greatest Guitar Songs of All Time". All'inizio del 2005, il brano venne votato la miglior canzone britannica del decennio 1955–1965 in un sondaggio radiofonico della BBC. Nel marzo 2005, la rivista Q piazzò il brano allo posizione numero 9 nella lista delle migliori 100 canzoni per chitarra. Nel 2009, la canzone è stata nominata la cinquantasettesima "Greatest Hard Rock Song" da VH1.

## Cover
- Nel 1965 i Califfi incisero per la CD Records la versione italiana del brano intitolandola Ti giuro è così con testo di Franco Boldrini, leader e fondatore del gruppo fiorentino.
- Nel 1966 i 13th Floor Elevators registrarono la loro cover, ascoltabile live nella ristampa del 2003 dell'album The Psychedelic Sounds of the 13th Floor Elevators.
- Nel 1969 i Mott the Hoople in versione strumentale sull'album Mott the Hoople.
- Nel 1969 gli Human Instinct l'hanno inserita come sesta canzone del loro album Burning Up Years.
- Nel 1972 Stack Waddy come singolo estratto dal suo album Bugger Off!.
- Nel 1972 i Thundermug, una band canadese, pubblicò una cover del brano come singolo di debutto estratto dal loro primo album.
- Nel 1978 i Van Halen registrarono una reinterpretazione di You Really Got Me. Questa cover rimane la più famosa di tutte quelle finora registrate.
- Nel 1978 Robert Palmer pubblicò una versione della canzone nel suo album solista Double Fun.
- Nel 1981 gli Oingo Boingo registrarono un'altra versione della canzone, modificandone lo stile che ricordava quello dei Devo.
- Nel 1981 Helen Schneider sull'album Schneider with the Kick.
- Nel 1982 Sly and the Family Stone sul loro album Ain't But the One Way.
- Nel 2006 la stazione radiofonica neozelandese The Edge creò la prima boy band neozelandese, i "Boyband". Questo gruppo pubblicò un'altra versione di You Really Got Me come primo singolo e rimase per una settimana in testa alla classifica dei singoli in Nuova Zelanda.
- Nel 2006 i Robot in Disguise sul loro album Get RID!.
- Nel 2006 l'attore Tom Baker per beneficenza.
- Angela Baraldi ne ha realizzato una reinterpretazione in italiano, intitolata Davvero mi hai, inserita nel suo album Rosasporco.
- Nel 2011 Constantine Maroulis su singolo.

## Cover dei Van Halen
Il gruppo rock statunitense Van Halen incise una cover del brano come proprio singolo di debutto per l'album Van Halen (1978).

### Il brano
La canzone ottenne grande popolarità radiofonica, facendo da trampolino di lancio per la futura carriera del gruppo, così come era successo per i Kinks quattordici anni prima. Rispetto alla versione originale, la cover dei Van Halen si caratterizza per le potenti parti di chitarra di Eddie van Halen e il cantato istrionico di David Lee Roth. Il gruppo eseguiva la canzone dal vivo già negli anni antecedenti al suo debutto discografico. Il brano fu scelto come primo singolo della band su pressione del produttore Ted Templeman, nonostante le titubanze iniziali dei Van Halen che avrebbero preferito esordire con un pezzo scritto da loro anziché una cover. In radio la canzone viene spesso trasmessa insieme a Eruption, il brano strumentale che la precede come intro nell'album.
Dave Davies dei Kinks ha dichiarato di detestare la reinterpretazione dei Van Halen, mentre il fratello Ray ha affermato di apprezzare il brano.
La versione dei Van Halen è stata utilizzata nella colonna sonora del film Giovani guerrieri (1979).

### Tracce
1. You Really Got Me
2. Atomic Punk

### Formazione
- David Lee Roth – voce
- Eddie van Halen – chitarra, cori
- Michael Anthony – basso, cori
- Alex van Halen – batteria